# Marian Dziędziel
Marian Dziędziel (sinh ngày 5 tháng 8 năm 1947 tại Golkowice, Slaskie, Ba Lan) là một diễn viên người Ba Lan.

## Sự nghiệp
Năm 1969, Marian Dziędziel tốt nghiệp Học viện Nghệ thuật Sân khấu Quốc gia AST ở Kraków. Ông diễn xuất trên sân khấu tại Nhà hát Juliusz Słowacki ở Kraków từ năm 1969.
Ngoài sự nghiệp diễn xuất trên sân khấu, ông còn là gương mặt quen thuộc với khán giả qua sự góp mặt trong hơn 100 bộ phim điện ảnh và phim truyền hình Ba Lan. Trong đó, ông nổi tiếng với các phim như: Wesele (2004), Wino truskawkowe (2008), Dom zły (2009), Kret (2010) và Moje córki krowy (2015). Riêng bộ phim Wesele (2004) giúp Marian Dziędziel giành được Giải thưởng Sư tử vàng ở hạng mục Nam diễn viên chính xuất sắc nhất tại Liên hoan phim Ba Lan ở Gdynia (2004) và Giải thưởng Điện ảnh Ba Lan (2005).
Marian Dziędziel vinh dự được trao tặng Huy chương bạc Huy chương Công trạng về văn hóa - Gloria Artis (2012) và Huân chương Polonia Restituta (2013) vì những đóng góp to lớn cho nền văn hóa Ba Lan cùng những thành tựu trong sáng tạo nghệ thuật.

## Đời tư
Ông là chồng của nữ diễn viên Halina Wyrodek.